# Sonchus asper
Cerraja o Sonchus asper es una especie de planta herbácea del género Sonchus de la familia Asteraceae. 

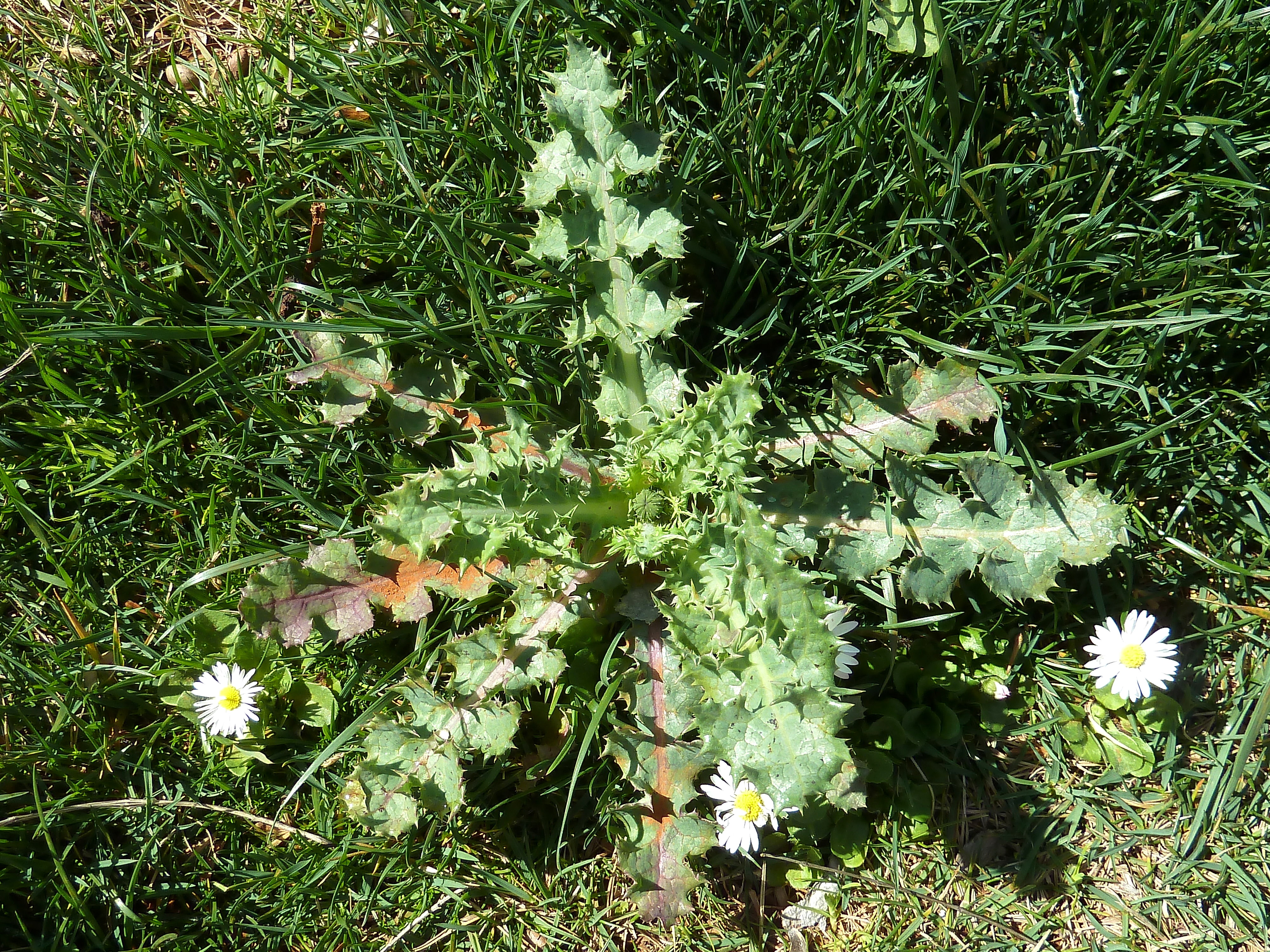
Roseta basal de hojas con escape central incipiente

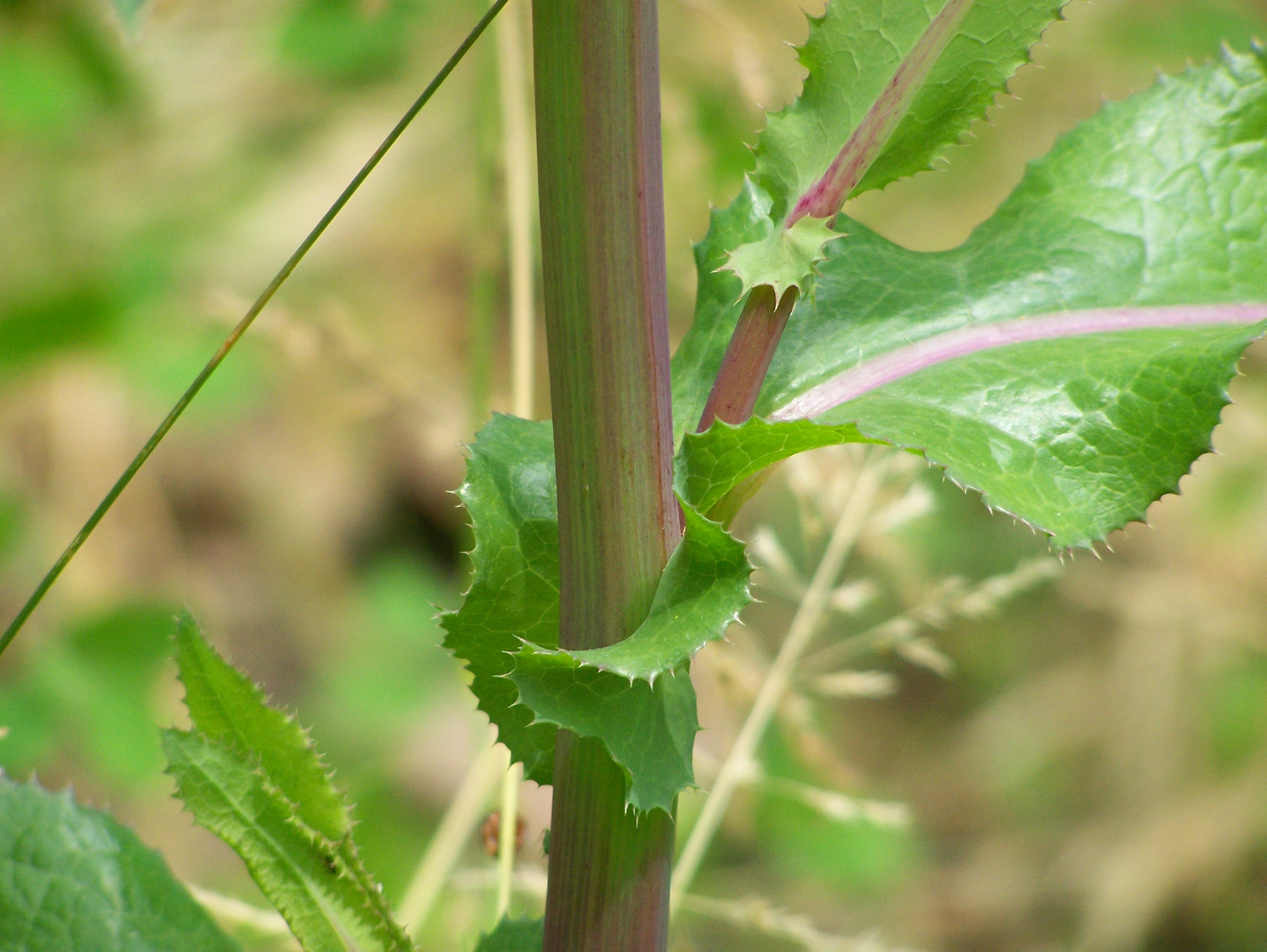
Detalle de las aurículas de una hoja caulinar

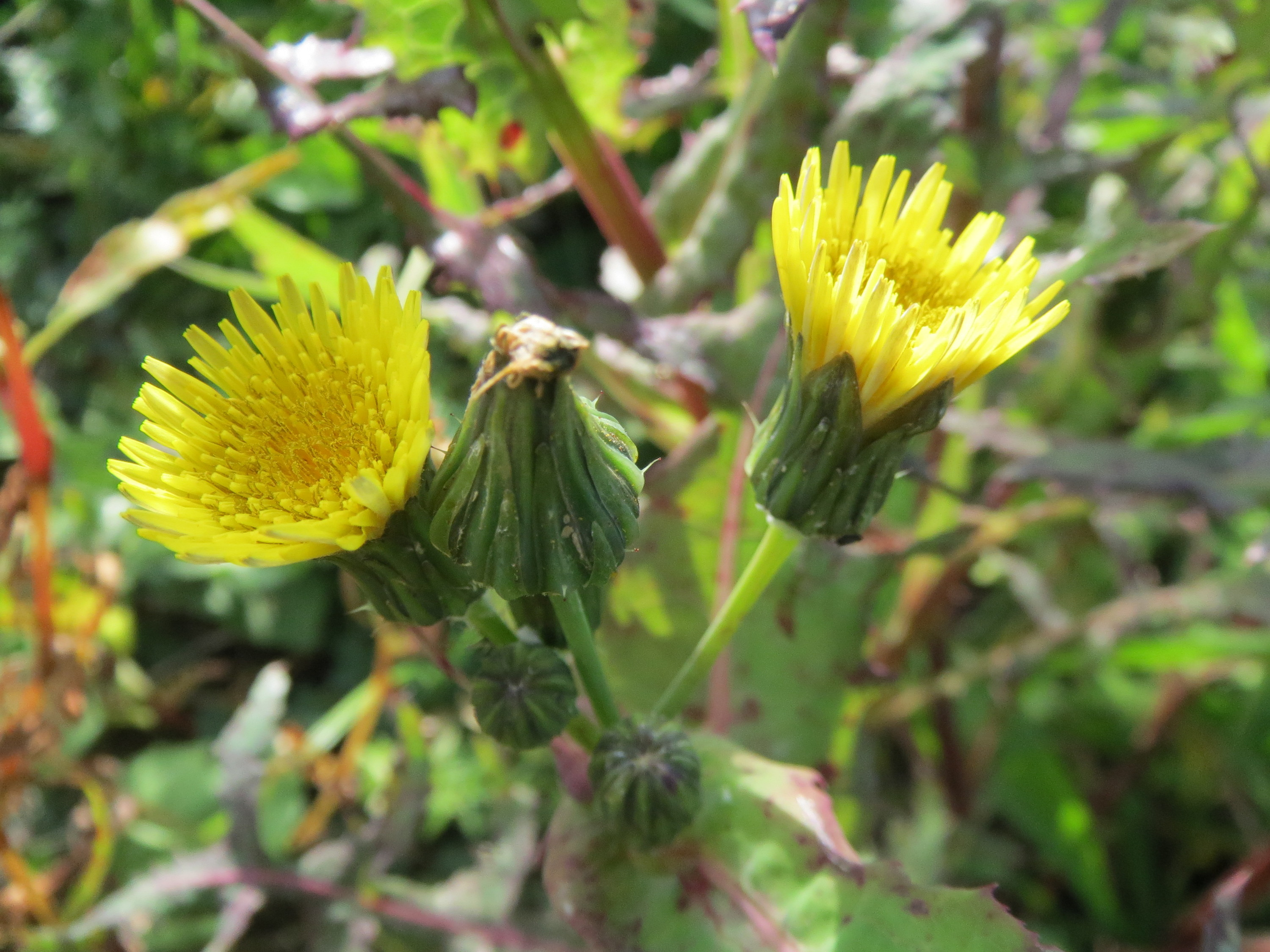
Capítulos en diversos estados de desarrollo

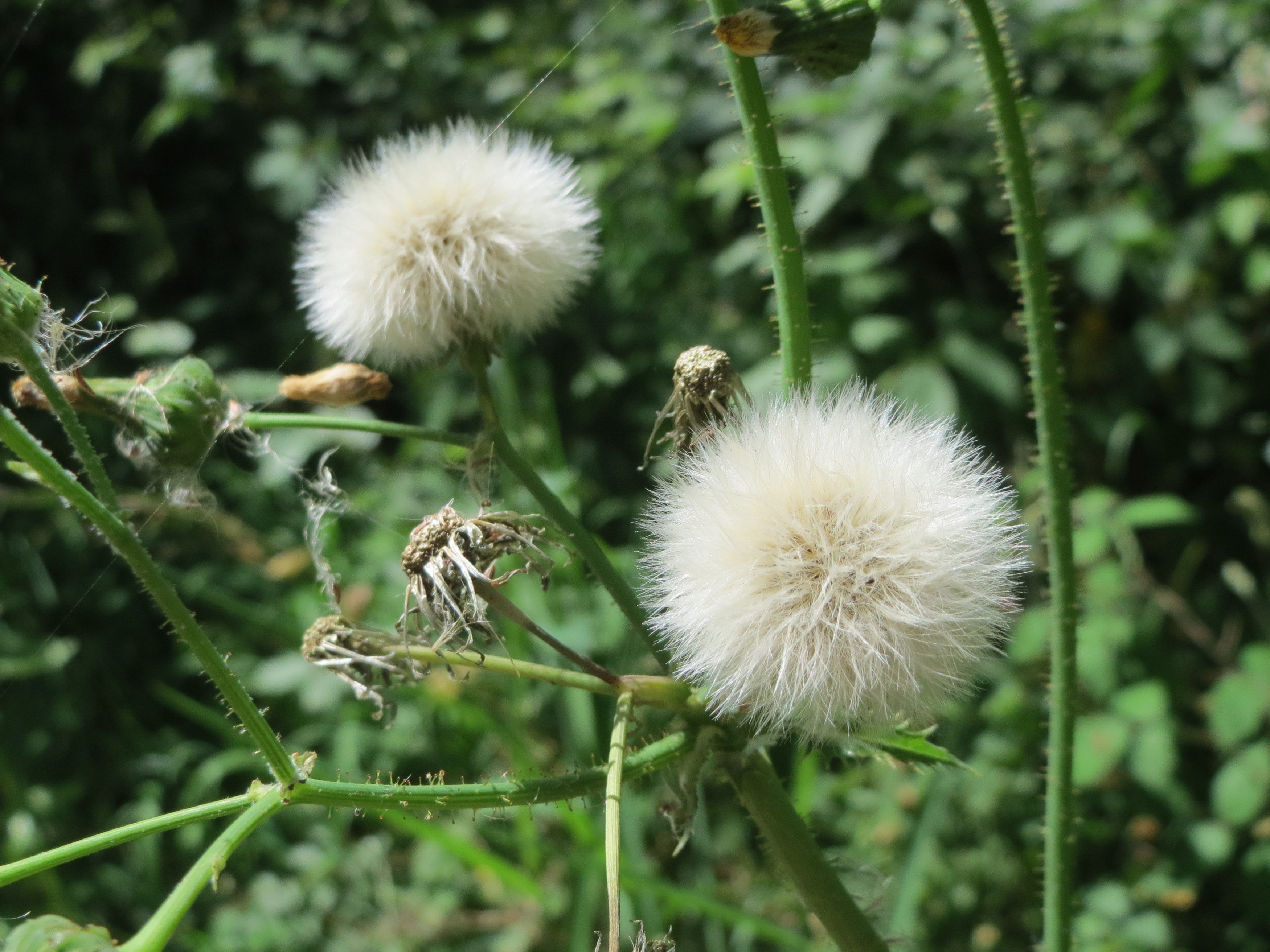
Capítulos en fructificación

## Descripción
Se trata de una planta herbácea anual o bienal, de una altura de 10 cm hasta más de 2 m con tallos  erectos, surcados, huecos, glabros o glandulares en la parte superior, no ramificados o ramificados y con o sin roseta basal de hojas. Las hojas caulinares son pinnatisectas, espinosas y/o dentadas, atenuadas con un pecíolo alado; auriculada y son abrazadoras y con grandes aurículas más o menos enrolladas helicoidalmente. La inflorescencia es corimboforme, con 4-20 capítulos pedunculados (pedúnculo de 1-2cm de largo, glabro o glandular). Dichos capítulos tienen el involucro de brácteas, las exteriores generalmente con pelos glandulares, de ovadas a lineales, más grandes de exterior a interior. Las lígulas, con el tubo  finamente lanudo hacia el ápice, son amarillas, las exteriores con una banda longitudinal violácea en el envés. Las cipselas, de contorno obovoideo o fusiforme, son fuertemente comprimidas, en su mayoría lisas, a veces arrugadas, de color pardo, con 3 costillas longitudinales en cada lado y coronadas por un vilano blanco discretamente escabrido.

## Distribución y hábitat
Es una especie nativa de la Cuenca mediterránea y el resto de Europa hasta Pakistán y Siberia. Introducida en prácticamente el mundo entero. En la península ibérica, está presente dispersa en todo el territorio; su presencia nativa es dudosa en las Islas Canarias.

## Taxonomía
Sonchus asper fue descrita primero por Carlos Linneo como una mera variedad de Sonchus oleraceus 
(Sonchus oleraceus var. asper) y publicado en Species Plantarum, vol. 2, p. 794, 1753 y, posteriormente, elevado a categoría de especie por John Hill y publicado en Herbarium Britannicum, vol. 1, p. 47, 1769.
Etimología
- Sonchus: nombre genérico del latín Sonchus, -i, derivado del griego σόθχος, la cerraja; usado por Plinio el Viejo en su Historia Naturalis, 22, 88[5][6]
- asper: prestado del latín aspěr, rugoso, o sea 'cerraja rugosa', probablemente por las espinas de las hojas.

Citología
Número de cromosomas: 2n=18.
Taxones infraespecíficos aceptados
- Sonchus asper subsp. glaucescens (Jord.) Ball ex Ball

Sinonimia
- Sonchus aemulus Merino
- Sonchus asper All.
- Sonchus asper (L.) Vill.
- Sonchus asper Garsault
- Sonchus asper var. inermis Bisch.
- Sonchus asper var. pungens Bisch.
- Sonchus australis Hort. ex Colla
- Sonchus borderi Gand.
- Sonchus carolinianus Walter
- Sonchus crocifolius Hort. ex Sch.Bip.
- Sonchus cuspidatus Blume
- Sonchus decipiens (De Not.) Zenari
- Sonchus eryngiifolius Sosn.
- Sonchus eryngioides DC.
- Sonchus fallax Wallr.
- Sonchus fallax var. asper Wallr.
- Sonchus fallax var. decipiens De Not.
- Sonchus fallax var. laevis Wallr.
- Sonchus ferox Wall.
- Sonchus glaber Thunb.
- Sonchus infestus Poepp. ex DC.
- Sonchus oleraceus Wall.
- Sonchus oleraceus var. asper L.
- Sonchus oleraceus subsp. asper (L.) Ehrh.
- Sonchus oleraceus var. laevis L.
- Sonchus oleraceus f. runcinatus Fiori
- Sonchus spinosus Lam.
- Sonchus spinulosus Bigel.
- Sonchus spinulosus Bigelow
- Sonchus sulphureus Boiss.
- Sonchus tibesticus Quézel
- Sonchus umbellatus E.Mey. ex DC.
- Sonchus viridis Zenari[8]

## Usos
Sus hojas y escapes jóvenes son comestibles y se usan localmente en crudo como ensalada.

## Nombre común
- Castellano: acerrajas, achicoria leichariega, aserraja macho, azapuercos, cardeña (2), cardimuelle (3), cardincha (4), cardinche (3), cardinchi, cardo (2), cardo lechar (2), cardo lechariego, cardo lechera, cardo lechero (3), cardo lecherín, cardo lincherín, cardo meleño, cardo moyar, cardoncha (4), carduguera, cerraja (12), cerraja , cerraja perdicera, cerraja perdiquera, cerrajas (3), cerrajilla, cerrajón (4), cerrayas, conejina, lechacino, lechariega, lechera , lecheriega, lecherina (3), lecherines, lecherín, lechiterna, lechugo, lechugos, lechuguilla (2), lechuguinas, lencherina, lincharina, lincherina, lincherines, litariega, muelle, serrajas. Las cifras entre paréntesis indican la frecuencia del uso del vocablo en España.[9]